# Michael Ontkean
Michael Ontkean, född 24 januari 1946 i Vancouver, British Columbia, är en kanadensisk skådespelare, mest känd för att ha spelat sheriff Harry S Truman i TV-serien Twin Peaks och Ned Braden i Slagskott.

## Filmografi (urval)
- 1972 – The Rookies (TV-serie)
- 1977 – Slagskott
- 1990–1991 – Twin Peaks (TV-serie)
- 2011 – The Descendants